# Зайченко Ілля Леонтійович

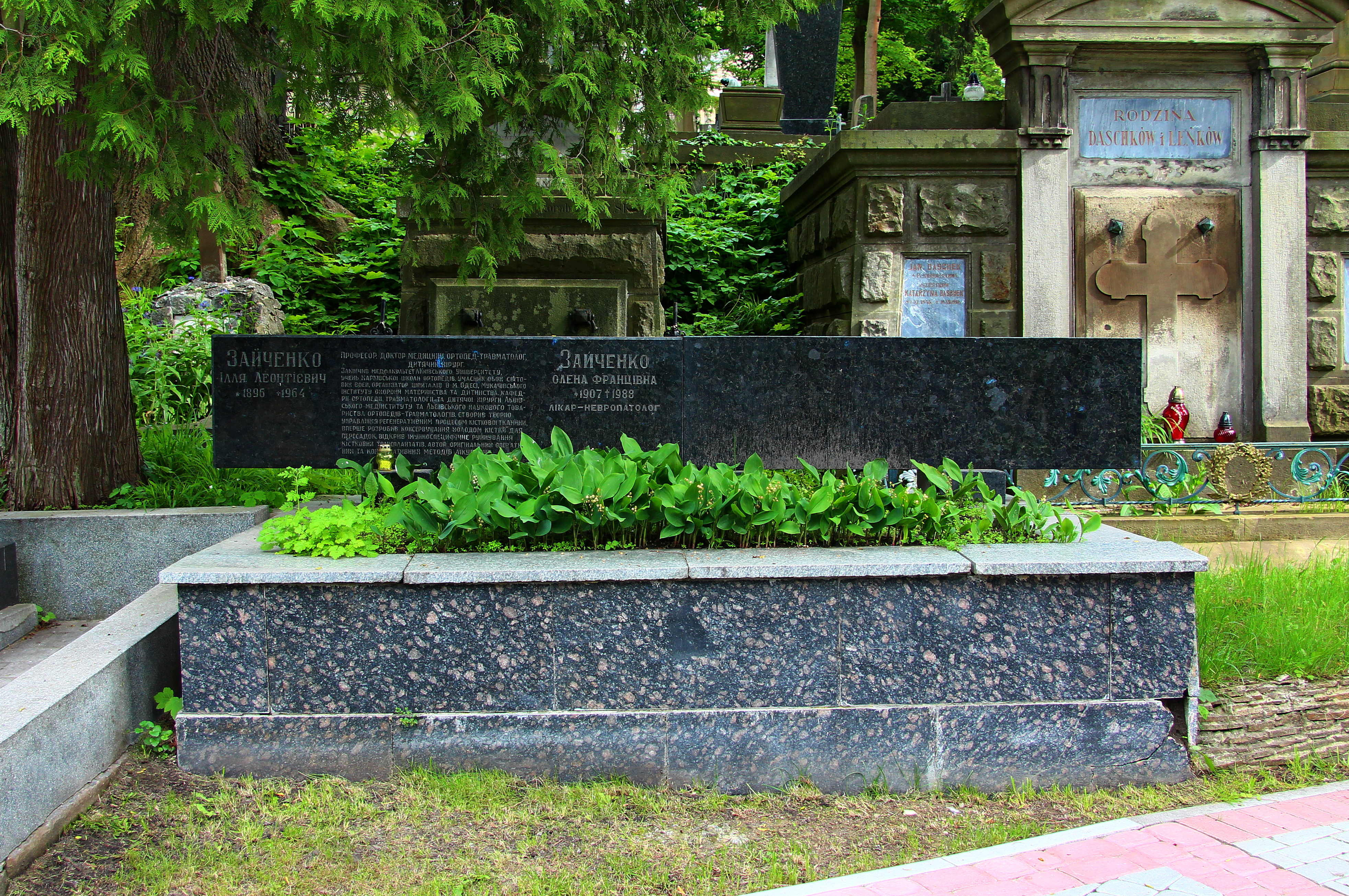

Ілля Леонтійович Зайченко (7 березня 1896, Омельник — 15 червня 1964, Львів) — український хірург-ортопед, педагог, доктор медичних наук, професор, учасник Першої і Другої світової війни. Один з піонерів вивчення в експерименті можливого застосування консервованої холодом ауто-, ало- та ксеногенної кісткової тканини для пластики кісткових дефектів. Обґрунтовував можливість застосування консервованої кісткової тканини при лікуванні псевдоартрозів і незрощень кісткових уламків.

## Життєпис
Народився 7 березня 1896 року в містечку Омельнику. Батько — Леонтій Ілліч, був учасником визволення Болгарії від османського іга, зокрема, у 1877 році брав участь у штурмі Плевни в складі Преображенського лейбгвардії полку і був нагороджений двома медалями «В память Русско-турецкой войны» — срібною та світло-бронзовою. Мати — Парасковія Петрівна — з козацького роду Самійленків.

Ілля Леонтійович навчався і закінчив чоловічу гімназію в місті Кобеляки.

1916 року він вступив до Київського імператорського університету Святого Володимира на фізико-математичний факультет.

Пройшовши в Одесі військовий вишкіл, у званні унтерофіцера, Ілля Леонтійович потрапив на фронт Першої світової війни, воював на Буковині.

Після закінчення воєнних дій повернувся в містечко Омельник і працював вчителем.

Згодом поновився в університеті, але перевівся на медичний факультет.

Після закінчення медичної освіти в 1926 році працював в науково-дослідних установах та лікарнях міст Харкова, Києва, Одеси, Мукачева, Ужгорода, Львова. В повоєння Другої Світової війни був обласним хірургом в семи областях.

Напружена праця дарувала Іллі Леонтійовичу багатолітню дружбу з колегами-професорами Миколою Петровичем Новаченко, Андрієм Романовичем Шуринком, Станіславом Яковичем Долецьким, М. І. Кокочашвілі, Борисом Карловичем Бабичем та доцентом Іваном Піменовичем Алексеєнком.

8 січня 1927 року одружився з Оленою Францівною Біневською (24.04.1907—3.04.1988; лікар-невропатолог, аспірантка академіка Бориса Микитовича Маньківського).

## Наукова діяльність
Ще за студентства Ілля Леонтійович починає наукову та практичну роботу.
Після закінчення навчання проходив стажування в м. Києві в урологічній клініці у професора А. А. Чайки, кваліфікацію лікаря отримав 1926 року. Під керуванням проф. А. А. Чайки написав першу наукову роботу, дипломну роботу виконав у клініці професора Шалви Дмитровича Хахутова(пол.), де працював ординатором.

Після закінчення університету Ілля Зайченко одержав скерування на роботу в м. Харків в Український Державний Клінічний Інститут Ортопедії та Травматології, де під керівництвом професора М. І. Ситенка почав займатися лікуванням переломів різних сегментів верхньої кінцівки, опублікував серію робіт. У Харкові під керівництвом професора К. Ф. Єлєневського проводив експерименти над тваринами з регенерації кісткової тканини.

1935 році на підставі надрукованих робіт присуджено ступінь кандидата медичних наук без захисту дисертації. Того ж 1935 року його переведено розпорядженням Народного комісаріату охорони здоров'я УСРР до Києва, працював у Київському науково-дослідному інституті ортопедії і травматології, де керував клінікою для дорослих та організовував експериментальний відділ, продовжував вивчення регенерації кісткової тканини, створив музей. Його експериментальне дослідження на тваринах покладено в основу докторської дисертації, яку захистив у Києві 1938 року. Восени 1939 року під час радянської анексії західноукраїнських земель Іллю Зайченка мобілізували до Червоної Армії у званні капітана санітарно-медичної служби. Після демобілізації у тому ж 1939 році повернувся до Київського науково-дослідного інституту ортопедії і травматології. Водночас до 1941 року завідував кафедрою ортопедії, травматології та польової хірургії 2-го Київського державного медичного інституту.

В листопаді 1941 року був змушений повернутися до Києва, бо сім'ю не було евакуйовано, а пацієнтам та лікарям, уцілілим під час розбомблення санітарного поїзда, яким керував, на той момент вже допоміг прилаштуватися на місці. У аналогічній скруті, не евакуйованими, з сім'ями в окупованому нацистами Києві, залишилося чимало колег — і тому організував їх на відновлення роботи з надання медичної допомоги мирному населенню (фактично очолював Київський науково-дослідний інститут ортопедії і травматології з листопада 1941 року по жовтень 1943 року, про що потім в радіопередачі «Біля партизанського вогнища» згадувала проф. Єлізавета Петрівна Меженіна) та налагодив співпрацю з підпіллям та партизанами загону ім. Сталіна, з якими і перебазувався пізніше до міста Одеси.

Після звільнення Одеси організовував там та в сусідніх областях хірургічну допомогу інвалідам — ветеранам війни та цивільному населенню.

1944—1946 — завідував кафедрою військово-польової хірургії, ортопедії і травматології Одеського медичного інституту та Одеського інституту удосконалення лікарів, був науковим співробітником Одеського міжобласного рентгено-радіологічного і онкологічного інституту.

У 1946 році черговим завданням від Міністерство охорони здоров'я УРСР стала організація охорони здоров'я на Закарпатті.

Професор Ілля Зайченко був одним із співорганізаторів медичного факультету Ужгородського державного університету, де завідував кафедрою нормальної анатомії людини (1946—1948), топографічної анатомії та оперативної хірургії (1946—1949), займав посаду головного хірурга і ортопеда Закарпатської області. Під час наукового керівництва (1946—1951) Закарпатським науково-дослідним інститутом «ОхМатДит» в Мукачево проф. І. Л. Зайченко завідував клінікою дитячої хірургії, створив експериментальний відділ з віварієм, де продовжував експериментальні роботи над регенерацією кісток, організував патолого-анатомічний музей, біохімічну і гістохімічну лабораторії. У цей же період під його керівництвом виконано працівниками науково-дослідного інституту три кандидатські дисертації та одна докторська дисертація на медичному факультеті Ужгородського державного університету.

1951 року Ілля Леонтійович був обраний професором на кафедру госпітальної хірургії Львівського державного медичного інституту (зав. кафедрою — проф. Л. М. Кузьменко) з курсом ортопедії та травматології. Був головним ортопедом-травматологом Львівської області (1951—1964). 1955 року очолив організовану ним кафедру ортопедії-травматології та дитячої хірургії. 1960 року організував обласне наукове товариство ортопедів-травматологів і працівників протезної справи.

За результатами науково-практичної діяльності протягом життя професора І. Л. Зайченка опубліковано 150 наукових праць.

Помер 15 червня 1964 року. Похований на Личаківському цвинтарі (поле № 1). Ховали Іллю Зайченка за козацькою традицією — накривши труну червоною китайкою.

Сини Олександр, Костянтин, Богдан та онуки Данило, Оксана, Назар, Ярина продовжили справу Іллі Леонтійовича та Олени Францівни — теж обрали медичний професійний шлях.

## Біобібліографія
1. Зайченко И. Л. Трансплантация эпифизарного хряща и регенерация костной и хрящевой ткани. Ленинград: Медицина, 1957. 89 с.(рос.)
2. Зайченко И. Л. Пластика разным материалом костных дефектов в свете стадийного развития регенеративного процесса костной ткани и вообще тканей. Ленинград: Медицина, 1958. 76 с.(рос.)
3. Зайченко И. Л. Элементы к построению управления развитием регенеративного процесса костной ткани и вообще тканей. Ленинград: Медицина, 1958. 250 с.(рос.)

## Нагороди
- Медаль «Партизанові Вітчизняної війни» I-го ступеня
- Медаль «Партизанові Вітчизняної війни» II-го ступеня
- Медаль «За перемогу над Німеччиною у Великій Вітчизняній війні 1941—1945 рр.»